# 算学启蒙

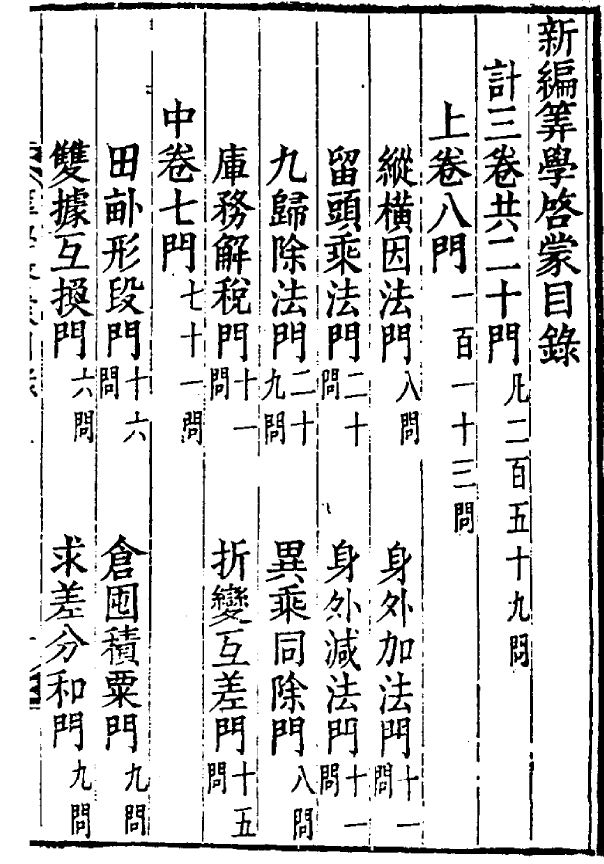
算学启蒙书影

《算学启蒙》上中下三卷，元代大德己亥（1299年）朱世杰撰，共20门，凡259问，所采用的名词术语，多与《四元玉鉴》为表裡，由卷首列的筹算布列规则，直到天元术、垛积术、招差术，由浅入深，循序渐进，名为启蒙，实为《四元玉鉴》的导引。。《算学启蒙》卷首有淮杨数学家赵元镇的序。赵元镇也曾出资替朱世杰刻印《四元玉鉴》。

## 卷首总括

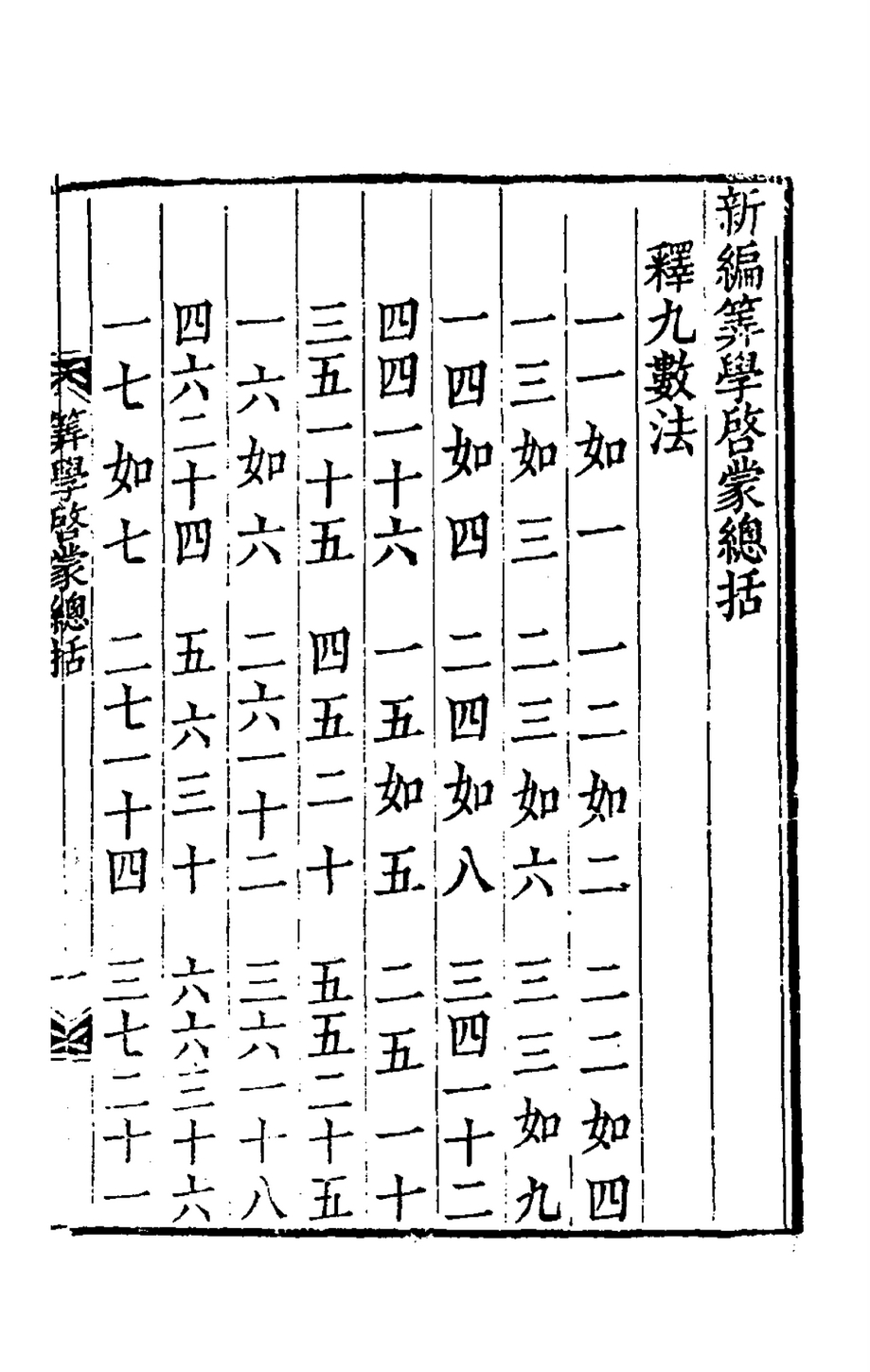

卷首有《总括》：释九数法，九归除法……明开方法等18项.
《总括》为全书的预备知识，包括各种口诀，释九数法，九归除法……明开方法，几种常用圆周率的近似值和度量衡的定义等共18项。
1. 释九数法：列出九九表，一一如一，一二如二……九九八十一。
2. 九归除法：一归如一，见于进成十，二一添作五，逢二进成十，三一三十一……九归随身下，逢九进成十。
3. 斤下留法：将两变斤，以如下口诀代替 除16：一退六二五 0.0625），二留一二五（0.125）……十五留九三七五（0.9375）。
4. 明纵横诀：布列算筹规则：一纵十横，百立千僵，千十相望，万百相当，满六已上，五在上方，六不聚积，五不单张……若明此诀，可习九章。
5. 大数之类：一十百千万亿兆京郂……万万不可思议曰无量数。
6. 小数之类：分厘毫丝忽微纤沙埃尘……万万空曰虚，万万清曰空，万万净曰清……
7. 求诸率类
8. 斛斗起率
9. 斤称起率
10. 端匹起率
11. 田亩起率：田起于忽（阔一寸长六寸），十忽=一丝，十丝=一毫，十毫=一厘，十厘=一分，十分=一亩，百亩=倾，三百步=一里。亩法：阔一步，长二百四十步。（一亩=240 平方步=6000 平方尺）
12. 古法圆率：周三径一，π=3.
13. 刘徽新术：周一百五十七尺，直径五十尺。（{\displaystyle \pi ={\frac {157}{50}}}）
14. 冲之密率: 周二十二尺，直径七尺。（{\displaystyle \pi ={\frac {22}{7}}}）
15. 明异名诀
16. 明正负术
17. 明乘除段
18. 明开方法

## 上卷
上卷八门113问：
1. 纵横因法门8问，
2. 身外加法门10问，
3. 留头乘法门20问，
4. 身外减法门10问，
5. 九归除法门29问，
6. 异乘同除门8问，
7. 库务解税门11问，
8. 折变互差门15问

## 中卷
中卷七门七十一问：
1. 田亩形段门16问，
2. 仓屯积粟门9问，
3. 双据互换门6问，
4. 求差分和门9问，
5. 差分均配门10问，
6. 商功修筑门13问，
7. 贵贱反率门8问

## 下卷
下卷五门七十五问：
之分齐同门===
9问，
堆积还源门===
14问，此章论述垛积术的茭草垛。
盈不足术门===
9问，
方程正负门===
9问，
开方释锁门===
34问。用天元术立方程，以解各种问题。

## 算学启蒙对中国数学的贡献
上卷和中卷的内容大体上是传统《九章算术》的内容。下卷则综合了宋朝数学发展的成果如堆垛术、天元术。
堆垛术
下卷中的堆积还原门阐述级数的求和问题。
堆积还原门第一问：今有筊草底子每面五十四束，问积几何？
答曰：一千四百八十五束。
术曰：置五十四束下位，添一束以乘上位得二千九百七十，半之，得积，合问。
54 ×  （54+1）/2 =2970/2=1485
天元术
朱世杰在《算学启蒙》下卷中用相当篇幅叙述天元术。

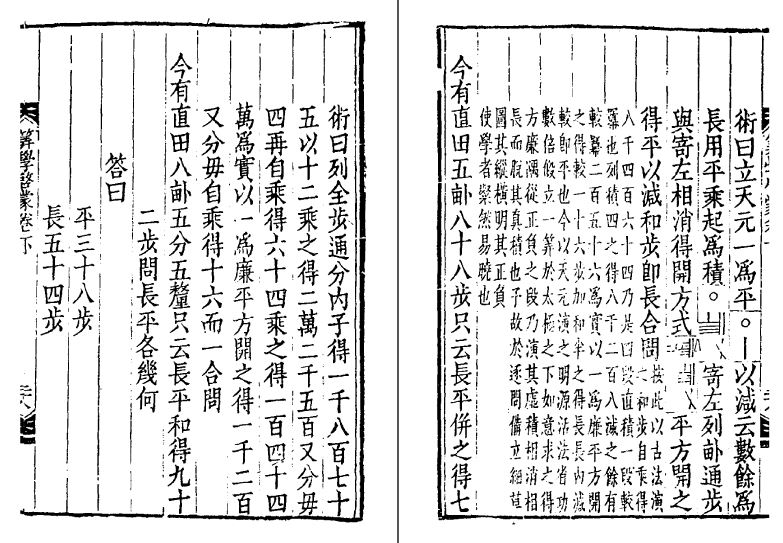
朱世杰算学启蒙中的天元术

例：《开放释锁》第八问：今有直田八亩五分五厘，只云长平（宽）和得九十二步，问长平各几何？
答曰：平三十八步，长五十四步。
术：设宽度为天元一
长=92-宽：
直田面积= 长 乘 宽 = {\displaystyle (92-X)X};

但直田面积= 8.55亩=8.55 {\displaystyle \times } 240 平方步= 2052 平方步
因此  
{\displaystyle (92-X)\times X=2052}; 
{\displaystyle (92-X)\times X-2052=0};
即天元方程：
  太

解之，得
宽=38步
长=54步
为了比较天元术和传统的几何方法，朱世杰特别详细叙述传统几何方法（按此以古法演之）。按传统几何法，演算过程要比天元术复杂数倍。

## 版本
《算学启蒙》的原始版本今已失传。现存版本中最早的当推日本筑波大学所藏15世纪朝鲜世宗时期的铜活字本。清顺治十七年通政议大夫守全南道观察使兼兵马水军节度使巡查使全州府尹金始振重刊《算学启蒙》。道光十九年，数学家罗士琳从京城琉璃厂书肆购得朝鲜金始振重刊本，在扬州刊行。同治十八年，光绪八年，十年，二十二年，二十二年，二十四年都有刊本。中国国家图书馆藏有清道光十九年罗士琳刊本，光绪二十四年上海算学书局刊本《算学启蒙述义》三卷。

## 延伸阅读
[在维基数据编辑]
 在维基文库阅读本作品原文（ 在维基共享资源阅览影像）